# Shafferiessa galapagoensis
Shafferiessa galapagoensis är en fjärilsart som beskrevs av Landry och Herbert H. Neunzig 1997. Shafferiessa galapagoensis ingår i släktet Shafferiessa och familjen mott. Inga underarter finns listade i Catalogue of Life.